# Рес (город)
Рес (нем. Rees) — город в Германии, в земле Северный Рейн-Вестфалия. Основан в 1228 году.
Подчинён административному округу Дюссельдорф. Входит в состав района Клеве. Население составляет 21,4 тыс. человек в 2000 году, 22,559 тыс. человек в 2005 году, 22,5 тыс. человек в 2009 году, 21,452 тыс. человек в 2023 году. Занимает площадь 109,66 км². Официальный код — 05 1 54 044.
Город подразделяется на 8 городских районов:
- Бинен (Bienen)
- Эмпель (Empel)
- Эссерден (Esserden)
- Хаффен (Haffen)
- Хальдерн (Haldern)
- Мехр (Mehr)
- Миллинген (Millingen)
- Рес (Rees).

## Известные уроженцы
- Ирменгарда Кёльнская (1000—1082/1089) — католическая святая эпохи Средневековья.
- Рейклоф ван Гунс (1619—1682) — тринадцатый генерал-губернатор Голландской Ост-Индии, шестой, восьмой и десятый Генерал-губернатор Голландского Цейлона.
- Карл Лейснер (1915—1945) — немецкий римско-католический священник, блаженный, мученик католической церкви.